# Bolesław Pylak

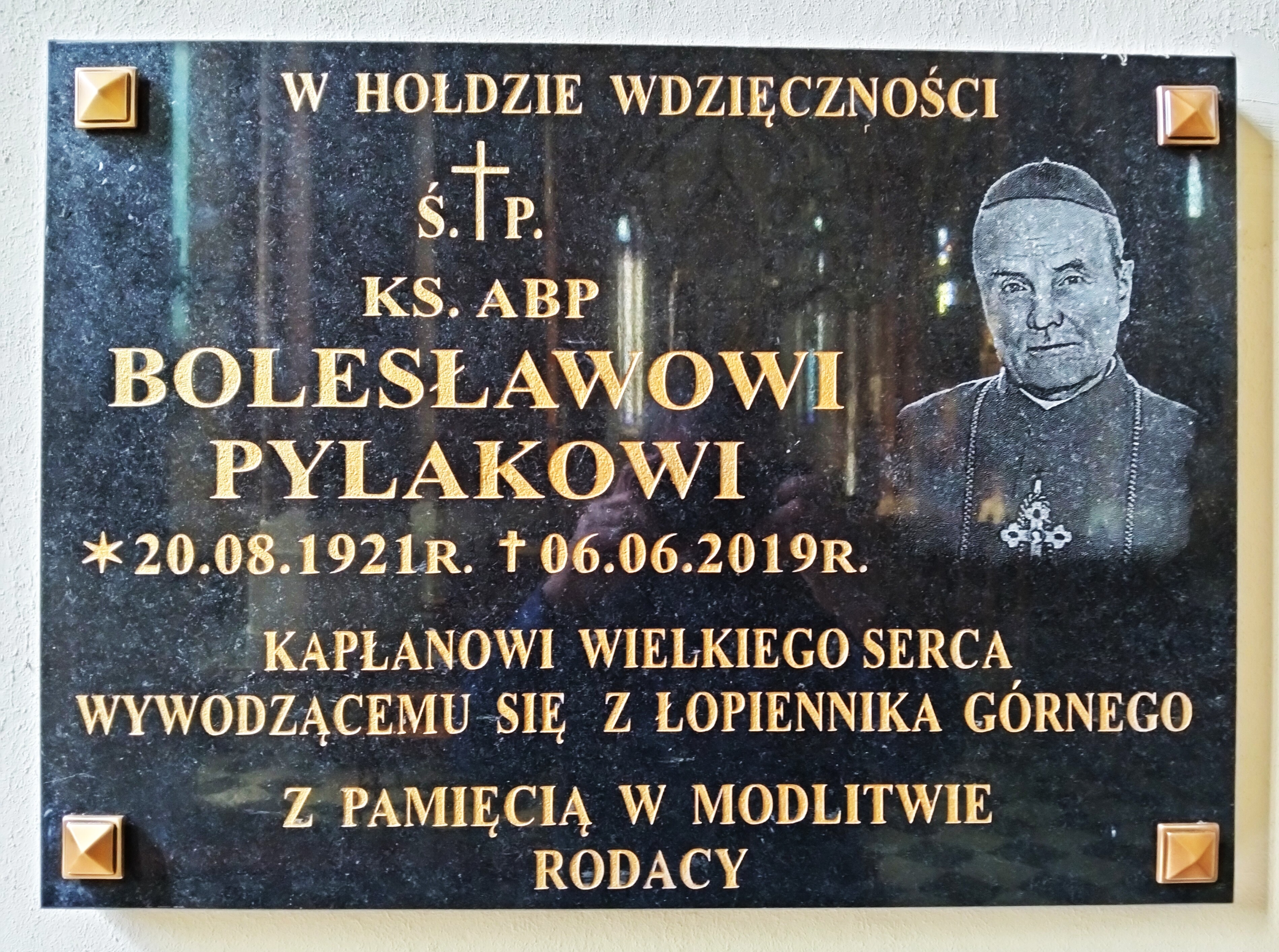
Tablica na kościele w rodzinnym Łopienniku

Bolesław Pylak (ur. 20 sierpnia 1921 w Łopienniku Górnym, zm. 6 czerwca 2019 w Lublinie) – polski duchowny rzymskokatolicki, profesor nauk teologicznych, biskup pomocniczy lubelski w latach 1966–1975, biskup diecezjalny lubelski w latach 1975–1997 (od 1992 arcybiskup metropolita lubelski), od 1997 arcybiskup senior archidiecezji lubelskiej.

## Życiorys
Urodził się 20 sierpnia 1921 w Łopienniku Górnym. Do momentu rozpoczęcia II wojny światowej uczył się w gimnazjum i liceum w Tarnowskich Górach. W trakcie okupacji niemieckiej, zabezpieczając się przed przymusowym wywiezieniem na roboty do Niemiec, pracował w gospodarstwie rolnym swego ojca, który był plantatorem tytoniu. Później był zatrudniony w Urzędzie Gminy w Łopienniku. Od 1941 był żołnierzem Batalionów Chłopskich (pseudonim „Kalina”). W 1943 uzyskał konspiracyjną maturę.
W latach 1943–1948 studiował w lubelskim Wyższym Seminarium Duchownym. Po zakończeniu okupacji w 1944 rozpoczął również studia na Wydziale Teologicznym Katolickiego Uniwersytetu Lubelskiego, które ukończył w 1948 z tytułem magistra teologii. Święceń prezbiteratu udzielił mu 29 czerwca 1948 w Lublinie Stefan Wyszyński, biskup diecezjalny lubelski Inkardynowany został do diecezji lubelskiej. W latach 1949–1953 odbył studia specjalistyczne na Wydziale Teologicznym Katolickiego Uniwersytetu Lubelskiego. Ukończył je ze stopniem doktora teologii dogmatycznej na podstawie dysertacji Kościół – Mistyczne Ciało Chrystusa. Projekt „Konstytucji dogmatycznej” na Soborze Watykańskim. W 1959–1960 uzupełniał wiedzę na studiach specjalistycznych we Francji, Belgii i Włoszech. Habilitację w zakresie teologii dogmatycznej uzyskał w 1969 także na Katolickim Uniwersytecie Lubelskim na podstawie rozprawy Eucharystia sakramentem jedności Mistycznego Ciała Jezusa Chrystusa. Koncepcja teologiczna św. Tomasza z Akwinu.
W latach 1948–1949 pracował jako wikariusz w parafii św. Jana Chrzciciela w Nałęczowie i prefekt tamtejszych szkół. Następnie w latach 1950–1951 był duszpasterzem w parafiach Najświętszego Serca Pana Jezusa w Kłodnicy i Wszystkich Świętych w Depułtyczach. W 1959 został kanonikiem gremialnym kapituły katedralnej w Lublinie. W 1966 objął w niej funkcję dziekana.
W 1952 został zatrudniony przy Katedrze Dogmatyki na Wydziale Teologicznym Katolickiego Uniwersytetu Lubelskiego, najpierw na stanowisku młodszego asystenta, a następnie adiunkta. W 1978 został mianowany profesorem nadzwyczajnym, a w 1987 profesorem zwyczajnym teologii. Pracę na uniwersytecie zakończył w 1994. W 1952 został wykładowcą w Wyższym Seminarium Duchownym w Lublinie. W latach 1958–1966 sprawował urząd wicerektora tego seminarium.
14 marca 1966 został mianowany biskupem pomocniczym diecezji lubelskiej ze stolicą tytularną Midica. O nominacji poinformował go prymas Polski pismem z dnia 4 kwietnia 1966. Święcenia biskupie otrzymał 29 maja 1966 w katedrze św. Jana Chrzciciela i św. Jana Ewangelisty w Lublinie. Udzielił mu ich biskup diecezjalny lubelski Piotr Kałwa, któremu towarzyszyli Ignacy Tokarczuk, biskup diecezjalny przemyski, i Jan Mazur, biskup pomocniczy lubelski. Jako zawołanie biskupie przyjął słowa „In Te Domine speravi” (Tobie, Panie, zaufałem). W latach 1966–1975 sprawował w diecezji urząd wikariusza generalnego. W kurii biskupiej był przewodniczącym Wydziału Nauki Chrześcijańskiej, a także członkiem Rady Budowy i Odbudowy Obiektów Sakralnych oraz Consilium Vigilantiae. Po śmierci biskupa Piotra Kałwy, od 19 lipca 1974 do 9 czerwca 1975, zarządzał diecezją w charakterze wikariusza kapitulnego.
9 czerwca 1975 został mianowany biskupem diecezjalnym diecezji lubelskiej, o czym został powiadomiony pismem prymasa Polski z dnia 14 czerwca 1975. 23 czerwca 1975 kanonicznie objął diecezję, natomiast 20 lipca 1975 odbył ingres do katedry lubelskiej. 25 marca 1992 w związku z ustanowieniem metropolii lubelskiej został wyniesiony do godności arcybiskupa metropolity lubelskiego. 29 czerwca 1992 otrzymał w bazylice św. Piotra w Rzymie paliusz. Jako biskup diecezjalny lubelski sprawował urząd wielkiego kanclerza Katolickiego Uniwersytetu Lubelskiego. W 1977 zarządził II synod diecezjalny. W 1993 ustanowił kapitułę kolegiacką przy kościele pokatedralnym Narodzenia Najświętszej Maryi Panny w Chełmie. Utworzył katolicką rozgłośnię radiową i diecezjalne wydawnictwo. Erygował 142 parafie, za jego rządów wybudowano 401 kościołów i kaplic. W 1987 gościł w Lublinie papieża Jana Pawła II. 14 czerwca 1997 Jan Paweł II przyjął jego rezygnację z urzędu arcybiskupa metropolity lubelskiego.
W Episkopacie Polski był członkiem Rady Głównej. Należał także do Rady Naukowej, Komisji ds. KUL i Komisji Maryjnej. Konsekrował biskupów pomocniczych lubelskich: Zygmunta Kamińskiego (1975) i Piotra Hemperka (1982). Był współkonsekratorem podczas sakr biskupów pomocniczych lubelskich: Edmunda Ilcewicza (1969), Jana Śrutwy (1984), Ryszarda Karpińskiego (1985), Mieczysława Cisły (1997) i Artura Mizińskiego (2004), a także biskupa pomocniczego szczecińsko-kamieńskiego Stanisława Stefanka (1980) i biskupa diecezjalnego sandomierskiego Wacława Świerzawskiego (1992).
Zajmował się radiestezją, uznając, że to jego zainteresowanie nie stoi w sprzeczności z katolicyzmem.
Zmarł 6 czerwca 2019 w Lublinie. 11 czerwca 2019 został pochowany w krypcie archikatedry lubelskiej.

## Odznaczenia i wyróżnienia
W 1997 został honorowym obywatelem Lublina.
W 2006 miało miejsce uroczyste odnowienie jego doktoratu na Katolickim Uniwersytecie Lubelskim. W 2007 otrzymał Medal za zasługi dla Katolickiego Uniwersytetu Lubelskiego.
W 1986 został odznaczony Krzyżem Armii Krajowej, w 1989 Krzyżem Batalionów Chłopskich, a w 2017 pamiątkowym medalem „Obrońcy Ojczyzny 1939–45”.
W 2005 został członkiem honorowym Ogólnopolskiego Cechu Bioenergoterapeutów i Radiestetów.